# Skull Cave (Michigan)
Pour les articles homonymes, voir Skull Cave.
Skull Cave (« Grotte du crâne ») est une petite grotte située au centre de l'île Mackinac dans l'État du Michigan aux États-Unis. La grotte fut creusée durant la « période post-glaciaire Algonquin » alors que le lac Algonquin, l'ancêtre du lac Huron, avait un niveau d'eau plus élevé.

## Localisation

Carte topographique de l'île Mackinac et position de Skull Cave.

La grotte est localisée dans le parc d'État de Mackinac Island à moins d'un kilomètre au nord du Fort Mackinac. 

## Historique
On pense que la grotte aurait servi de lieu de sépulture pour les Amérindiens de la région au XVIIIe siècle. Elle fut utilisée comme refuge en 1763 par le trappeur Alexander Henry après la capture du Fort Michilimackinac par les Amérindiens alliés au Chef Pontiac.
Dans ses mémoires, Henry parle de sa nuit dans la grotte au milieu d'ossements humains dont des crânes. Ce sont ces ossements qui sont à l'origine du nom de la grotte.
La grotte est classée en tant que site historique du Michigan depuis 1959.